# نشان تجاری عام

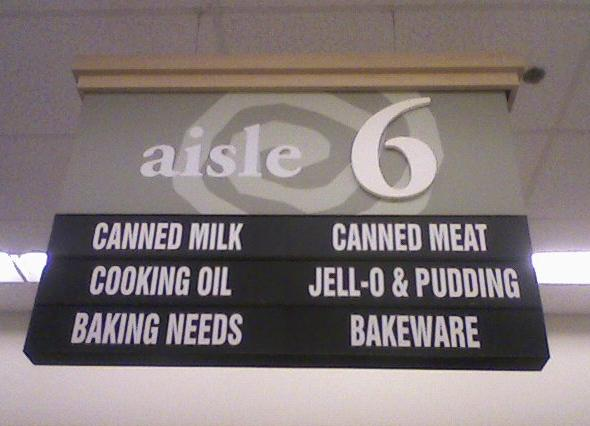
استفاده از "Jell-O" که نام تجاری است به جای "دسر ژلاتین gelatin dessert".

نشان تجاری عام یا عمومی شده (generic trademark)، یک علامت تجاری یا نام تجاری تعمیم یافته‌است که به نام عمومی یا مترادف گروهی از کالاها یا خدمات تبدیل شده‌است؛ معمولاً این تعمیم یافتن نام برخلاف میل صاحب نشان تجاری است.
عمومی شدن نام یک علامت تجاری زمانی شروع می‌شود که نزد مردم یا مخاطبان آن کالا یا خدمات، نامی که اول به یک محصول خاص اطلاق می‌شده تبدیل به یک اسم عمومی برای همه کالاهای مشابه آن برند اولیه شود. وقتی که کالایی با نشان تجاری خاص، سهم زیادی از بازار را از آن خود می‌کند و نام آن نزد مردم مشهور می‌شود، احتمال این که مردم از آن نام به صورت کلی برای نام بردن از همه محصولات مشابه استفاده کنند بالا می‌رود. در کشورهای پایبند به مالکیت فکری، پدیده عمومی شدن نام تجاری یک کالای خاص می‌تواند تهدیدی بر علیه مالکیت معنوی آن نشان تجاری با برند باشد و بنابراین، مالک چنین نامهای تجاری باید تلاش زیادی برای جلوگیری از به کار رفتن نام محصول خود به صورت عام صورت دهد.
آسپرینبا و ترموس و Band-Aid نمونه‌هایی از علائم تجاری عمومی شده در آمریکا هستند.
صنعت داروسازی حمایتهایی برای جلوگیری از عمومی شدن نام یک محصول دارویی خاص صورت می‌دهد. برخی داروها (ی مخدر) از ابتدا نام تجاری ثبت شده خاصی نداشتها ند. به عنوان مثال حتی زمانی که Lipitor تازه ارائه شده بود، نام غیرمالکیتی آن یعنی آتورواستاتین برای همه شناخته شده بود. نمونه‌هایی از تعمیم نامهای تجاری پیش از رواج سیستم مدرن داروهای ژنریک شامل آسپرین و هروئین است که در اصل دو نام تجاری خاص مربوط به شرکت بایر هستند. دادگاهی در آمریکا، شکایت این شرکت را در این زمینه وارد ندانست.

## فرسایش نشان بازرگانی
فرسایش علامت تجاری (genericide) یک مورد خاص از دگرگویی مربوط به علائم تجاری است. این اتفاق زمانی می‌افتد که که یک علامت تجاری بسیار رایج می‌شود به گونه‌ای که تبدیل به یک نام عمومی یا مشترک می‌شود.  
نینتندو یک مثال از یک نام تجاری است که با موفقیت مبارزه برای عمومی نشدن علامت تجاری خود را پیش برد و به جای این اصطلاح، واژه جدید کنسول بازی در شرکتهای مختلف به کار رفت. یک مثال امروزی تر، کلمه 'آی پد' است که گاه برای تمام تمام رایانه‌های به شکل تبلت به کار می‌رود.

## نمونه‌ها در ایران
نام برخی محصولات تجاری خاص در ایران به صورت نام عمومی برای آن نوع کالا به کار می‌روند:
- کلینکس برای دستمال کاغذی
- لی برای جین (شلوار)
- تاید برای پودر لباسشویی
- ریکا برای مایع ظرفشویی
- پفک برای اسنک پنیری
- اتود برای مداد نوکی
- نسکافه برای قهوه فوری
- تی‌تاپ برای کیک چندلایه‌ای
- کیم برای بستنی با روکش شکلاتی
- ماتیک برای رژلب
- سامسونت برای کیف اداری
- ساندیس برای آبمیوه صنعتی
- اسمارتیز برای دراژه شکلاتی
- اسکاج برای بافته ظرفشویی
- وایتکس برای سفید کننده
- پیف پاف برای اسپری حشره‌کش
- دلستر برای آبجوی بدون الکل
- آلاسکا برای بستنی یخی
- پارازین برای جوراب نخی
- زیراکس برای اشاره به دستگاه تکثیر
- آسپرین
- ژلوفن
- نیسان